# 水野晃树
水野晃树（1985年9月6日—），日本足球運動員，現效力於日丙球隊岩手盛岡仙鶴，前日本國家足球隊成員。

## 俱乐部生涯
水野晃树出生在静冈县清水市，2004年从清水商业高中毕业后加盟千叶市原。
2008年1月29日，日本中场水野晃树与苏超豪门凯尔特人足球俱乐部达成初步协议，他将成为继中村俊辅后，另一位加盟凯尔特人的日本球员，他将与中村俊辅成为队友。
在加盟半年后，水野晃树才在季前2比0战胜南安普敦的友谊赛中等来了自己的处子秀。
而他在苏超联赛的首次亮相则是五个月后的11月8日，凯尔特人2比0马瑟韦尔的比赛中替补出场，并在比赛进行到90分钟时接中村俊辅的传球打进加盟球队的第一个进球。
一个月后的12月21日，水野晃树意外地收到了一份圣诞礼物对法尔基克，他第一次代表球队首发出场，这场比赛他表现不错，还收获了一个进球，助攻就是中村俊辅。
水野晃树仅仅代表凯尔特人参加了10场比赛，其中2次首发8次替补，攻入一球。虽然还在凯尔特人一线队名单之中，但水野晃树在2009年賽季没有出场纪录。
2010年7月1日，水野晃树和球队中的另外一位中国球员郑智一起被球队解约，之后他回到日本加盟日乙联赛球队柏雷素尔 。
水野晃树本赛季从柏雷素尔加盟甲府风林，加盟后联赛替补出场6次，未取得进球。
甲府风林中场水野晃树在上周五主场对磐田喜悦的比赛中受伤，经诊断后确认为左膝内侧侧副韧带损伤，将休战长达6-8周时间。
水野晃树官方转会仙台维加泰，千叶市原离队第23人。
随后经过了甲府风林、千叶市原、仙台维加泰后，2017年加盟鸟栖砂岩。
鸟栖砂岩官方宣布，前日本国脚中场水野晃树租借加盟熊本深红。
SC相模原宣布，前日本国脚水野晃树加盟球队合同期2019年12月31止。

## 国家队生涯
水野晃树是北京奥运的适龄球员，他是日本国奥队的主力中场。他也随日本队参加过2005年的荷兰世界青年足球锦标赛，他还曾在与贝宁的比赛中打进一个精彩的直接任意球。
2007年3月，日本与秘鲁的友谊赛是他国家队的处子秀。在2007年亚洲杯上，他身披15号战袍随国家队出征，不过并没有出场记录。

## 外部連結
- 水野晃树 – FIFA國際賽競賽紀錄 (存檔) （英文）
- 日本職業足球聯賽中的水野晃树 （日語）
- 水野晃树在 National-Football-Teams.com 上的出场纪录 （英文）
- プロフィール(2010年) - 柏レイソル
- プロフィール(2011年) - 柏レイソル
- プロフィール(2012年) （页面存档备份，存于） - 柏レイソル
- スポーツコンサルティングジャパンによる公式プロフィール
- スポーツコンサルティングジャパンによる公式ブログ